# Allanblackia
Genre
Allanblackia est un genre de plantes à fleurs de la famille des Clusiaceae.

## Liste d'espèces
Selon BioLib (7 août 2017) :
- Allanblackia stuhlmannii (Engl.) Engl.
- Allanblackia ulugurensis Engl.

Selon Catalogue of Life (7 août 2017) :
- Allanblackia floribunda Oliv.
- Allanblackia gabonensis (Pellegr.) Bamps
- Allanblackia kimbiliensis Spirl.
- Allanblackia kisonghi Vermoesen
- Allanblackia marienii Staner
- Allanblackia monticola Mildbr.
- Allanblackia parviflora A. Chevalier
- Allanblackia staneriana Exell & Mendonca
- Allanblackia stuhlmannii (Engl.) Engl.
- Allanblackia ulugurensis Engl.

Selon GRIN (7 août 2017) :
- Allanblackia floribunda Oliv.
- Allanblackia parviflora A. Chev.
- Allanblackia stuhlmannii (Engl.) Engl.

Selon NCBI (7 août 2017) :
- Allanblackia floribunda

Selon The Plant List (7 août 2017) :
- Allanblackia floribunda Oliv.
- Allanblackia gabonensis (Pellegr.) Bamps
- Allanblackia kimbiliensis Spirlet
- Allanblackia kisonghi Vermoesen
- Allanblackia marienii Staner
- Allanblackia parviflora A.Chev.
- Allanblackia staneriana Exell & Mendonça
- Allanblackia stuhlmannii (Engl.) Engl.
- Allanblackia ulugurensis Engl.

Selon Tropicos (7 août 2017) (Attention liste brute contenant possiblement des synonymes) :
- Allanblackia floribunda Oliv.
- Allanblackia gabonensis (Pellegr.) Bamps
- Allanblackia kimbiliensis Spirlet
- Allanblackia kisonghi Vermoesen
- Allanblackia klainei Pierre ex A. Chev.
- Allanblackia marienii Staner
- Allanblackia monticola Mildbr. ex Engl.
- Allanblackia parviflora A. Chev.
- Allanblackia sacleuxii Hua
- Allanblackia staneriana Exell & Mendonça
- Allanblackia stuhlmannii (Engl.) Engl.
- Allanblackia ulugurensis Engl.